# Johnny Depp

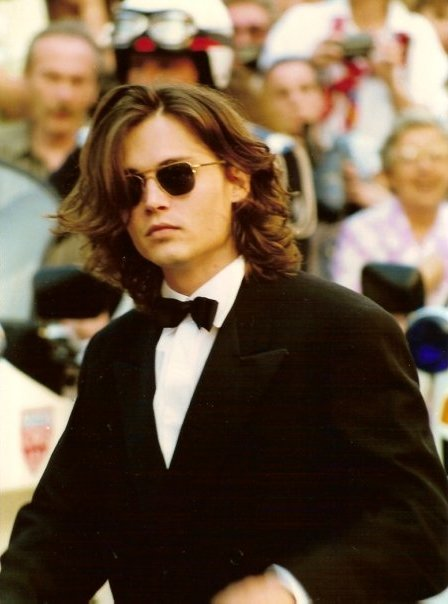
Depp (1992)

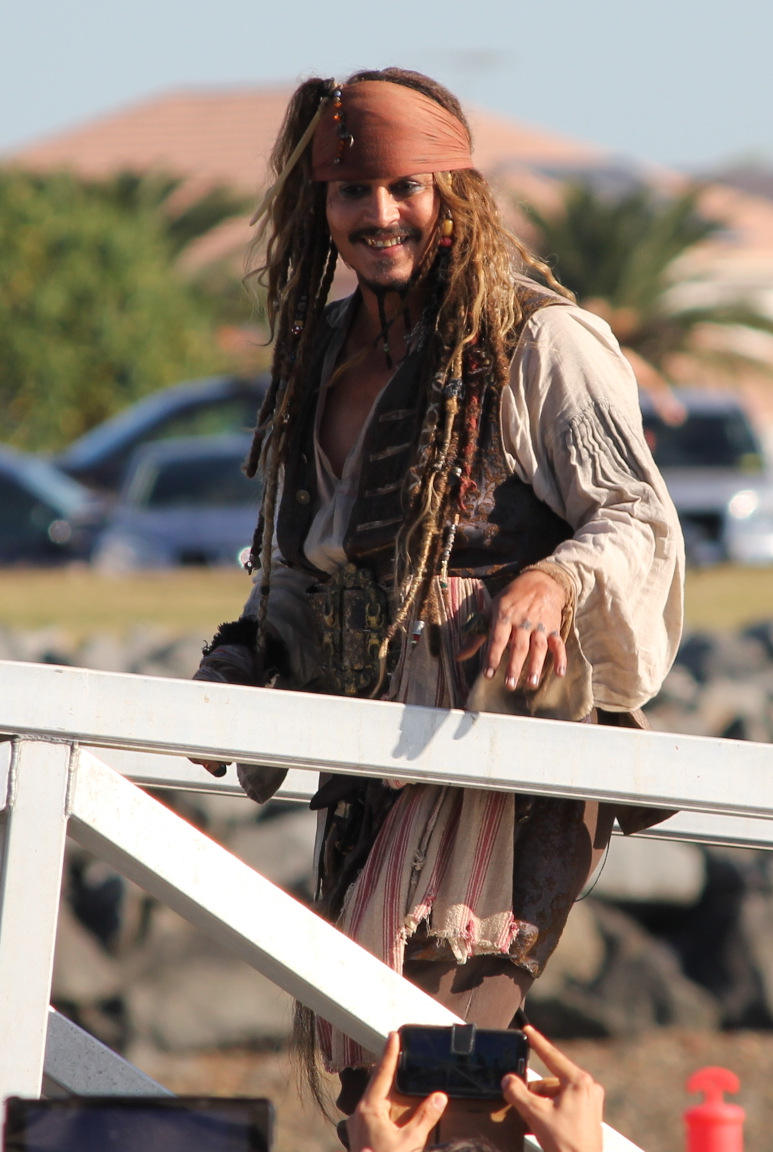
Depp jako kapitan Jack Sparrow (2015)

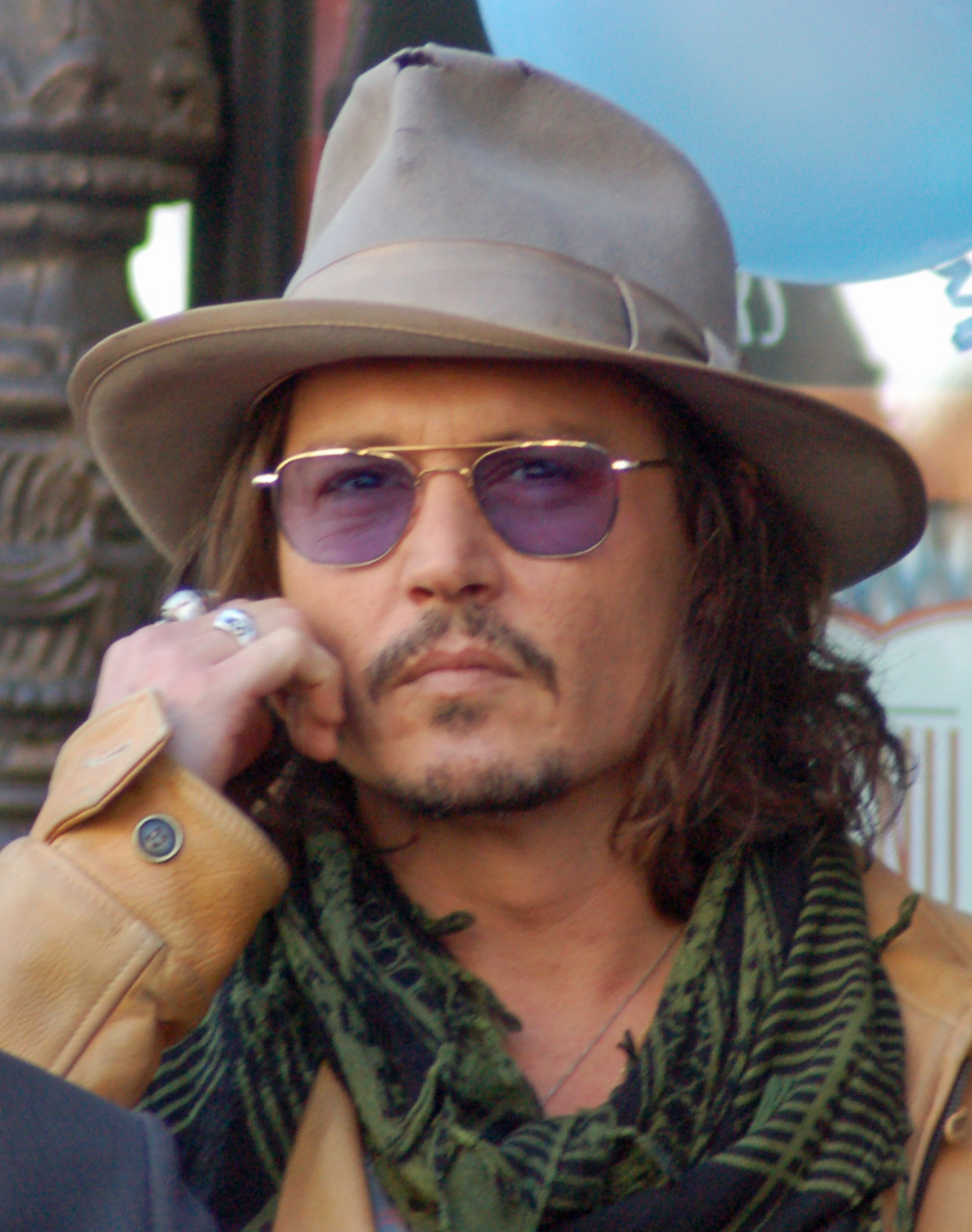
Johnny Depp (2011)

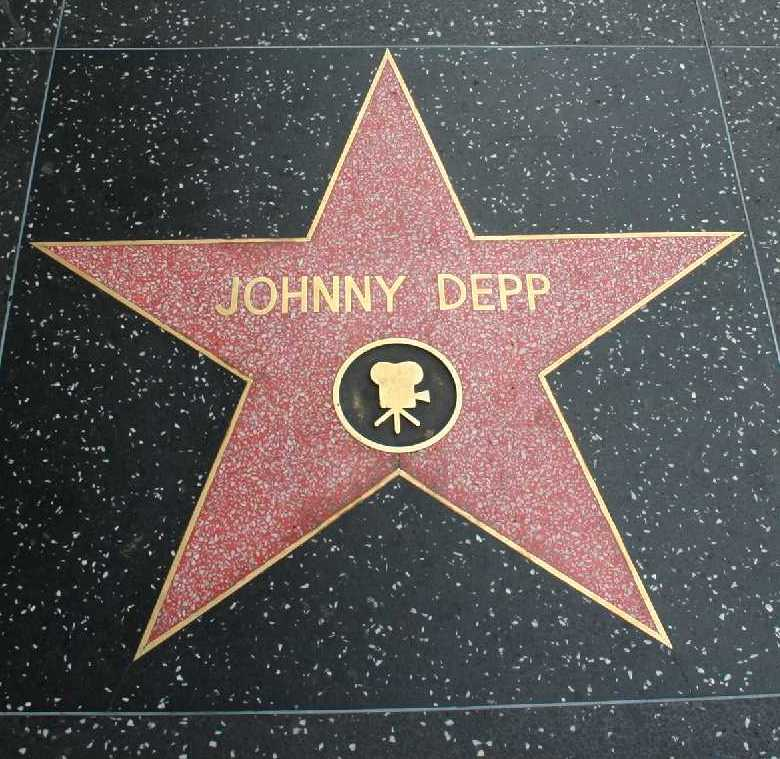
Gwiazda Johnny’ego Deppa w Hollywoodzkiej Alei Gwiazd

Johnny Depp, właśc. John Christopher Depp II (ur. 9 czerwca 1963 w Owensboro) – amerykański aktor, scenarzysta, reżyser, producent filmowy i muzyk.
Zasłynął w latach 80. dzięki roli w telewizyjnym serialu 21 Jump Street. Uwagę krytyków zwrócił tytułową kreacją w filmie Tima Burtona Edward Nożycoręki (1990). Następnie zagrał w jeszcze kilku filmach tego reżysera: Współpracowali dotychczas przy ośmiu filmach: Ed Wood (1994), Jeździec bez głowy (1999), Charlie i fabryka czekolady (2005), Gnijąca panna młoda (2005), Sweeney Todd: Demoniczny golibroda z Fleet Street (2007), Alicja w Krainie Czarów (2010) i Mroczne cienie (2012). Wsławił się także rolami w filmach: Beksa (1990), Co gryzie Gilberta Grape’a (1993), Don Juan DeMarco (1995), Na żywo (1995), Truposz (1995), Odważny (1997), Las Vegas Parano (1998), Dziewiąte wrota (1999), Żona astronauty (1999), Zanim zapadnie noc (2000), Człowiek, który płakał (2000), Blow (2001), Pewnego razu w Meksyku: Desperado 2 (2003), Sekretne okno (2004), Marzyciel (2004), Rozpustnik (2004), Turysta (2010), Dziennik zakrapiany rumem (2011), Jeździec znikąd (2013), Transcendencja (2014) i Bezwstydny Mortdecai (2015). Jego największym sukcesem komercyjnym jest seria Piratów z Karaibów, w której wcielił się w główną rolę pirata Jacka Sparrowa; seria zarobiła 4,5 mld dol.
Uważany za jedną z największych gwiazd filmowych na świecie. 10. najbardziej dochodowy aktor na świecie – filmy z jego udziałem zarobiły ponad 3,7 mld dol. w Stanów Zjednoczonych i ponad 10 mld dol. na całym świecie. Wymieniony w księdze rekordów Guinnessa w 2012 jako najlepiej opłacany aktor na świecie, z zarobkami w wysokości 75 mln dol.
Nagrodzony Złotym Globem w kategorii „Najlepszy aktor – komedia lub musical” za rolę w filmie Sweeney Todd: Demoniczny golibroda z Fleet Street (2007). Trzykrotnie nominowany do Oscara i dziesięciokrotnie do Złotych Globów.

## Życiorys

### Rodzina i edukacja
Urodził się 9 czerwca 1963 w Owensboro w stanie Kentucky. Jest młodszym synem kelnerki Betty Sue i Johna Deppa seniora, urzędnika i inżyniera. Ma starszego brata, Dana, oraz dwie przyrodnie siostry (z pierwszego małżeństwa matki), Debbie i Christy. Rodzina Deppów jest pochodzenia niemieckiego i irlandzkiego. W jednym z wywiadów Depp powiedział, że jego prababka pochodzi z plemienia Czirokezów bądź Krików.
W dzieciństwie zaprzyjaźnił się z Salem Jencą, z którym w późniejszych latach zagrał w serialu 21 Jump Street. Kiedy miał siedem lat, wraz z rodziną przeniósł się z Kentucky do Miramar na Florydzie. Po rozwodzie rodziców w 1978 pozostał z matką. Był zbuntowanym nastolatkiem, m.in. dokonywał drobnych kradzieży w sklepie, palił papierosy, zażywał twarde narkotyki i samookaleczał się. W 1979, po trzech latach nauki w liceum, porzucił szkołę, by skupić się na pracy zarobkowej i karierze muzycznej. W młodości był zafascynowany motocyklistą-kaskaderem Evlem Knievlem i malarzem Vincentem van Goghiem.

### Kariera muzyczna
W młodości marzył o karierze rockmana, był fanem zespołu Kiss i Iggy’ego Popa. Kiedy miał 12 lat, matka kupiła mu jego pierwszą gitarę. Na przełomie lat 80. i 90. był członkiem zespołów: Flame, Kids (z grupą supportował m.in. Bus Boysów i Billy’ego Idola) Rock City Angels oraz P (Pee). Choć zarabiał głównie dzięki graniu koncertów, to dorabiał, pracując m.in. jako telemarketer oraz sprzedawca piór i długopisów.
Dwukrotnie wziął udział w nagraniach z brytyjskim zespołem rockowym Oasis. Zagrał na gitarze w utworze „Fade In-Out”, który znalazł się na albumie pt. Be Here Now (1997), a także wziął udział w nagraniu piosenki „Fade Away (Warchild Version)”, która znalazła się na stronie B singla „Don't Go Away”. Wziął udział również w nagraniu covera Carly Simon „You’re So Vain” na album Marilyna Mansona pt. Born Villain.
W 2000 napisał kilka piosenek dla Vanessy Paradis i nagrał partie gitarowe na jej albumie pt. Bliss, a także wyreżyserował teledyski do jej piosenek „Pourtant” i „Que fait la vie?”.
Od 2015 wraz z Alice Cooperem i Joe Perrym współtworzy formację Hollywood Vampires. Zespół wydał dwa albumy: Hollywood Vampires (2015) i Rise (2019).

### Kariera aktorska
Za namową i pomocą Nicolasa Cage’a rozpoczął karierę aktorską. Zadebiutował rolą Glena Lantza, chłopaka głównej bohaterki niskobudżetowego horroru Wesa Cravena Koszmar z ulicy Wiązów (1984). Po zagraniu w filmie podjął naukę aktorstwa w Loft Studio oraz zagrał kolejne role filmowe: Jacka w młodzieżowej komedii erotycznej George’a Bowersa Private Resort (1985) i Donniego w telewizyjnym dreszczowcu Matthew Chapmana Slow Burn (1986), jednak żadnej z tych produkcji nie wymienia w swojej oficjalnej filmografii. Na potrzeby epizodycznej roli oddziałowego tłumacza Lernera w kasowym, brytyjsko-amerykańskim filmie Olivera Stone’a Pluton (Platoon, 1987) o wojnie w Wietnamie odbył szkolenie żołnierza w amerykańskiej piechocie, jednak większość scen z jego udziałem i tak została wycięta podczas montażu.
Popularność i status idola młodzieży zdobył dzięki graniu głównej roli Toma Hansona, tajnego agenta policji pracującego in cognito w środowisku młodzieży licealnej, w serialu 21 Jump Street (1987–1989) emitowanym przez stację Fox; zarabiał 45 tys. dol. za nakręcenie jednego odcinka. W tym okresie zaangażował się w kilka kampanii społecznych na rzecz zwalczania AIDS, pornografii i rasizmu, a także wyreżyserował dwa spoty telewizyjne dla organizacji pomagającej dzieciom zagrożonym przemocą w rodzinie i zaangażował się w działalność fundacji charytatywnej „Make a Wish”. Na ekrany kin powrócił rolą Wade’a „Beksy” Walkera, zbuntowanego nastolatka, który popada w problemy z prawem, w cieszącym się uznaniem krytyki i widzów filmie Johna Watersa Beksa (1990) będącym satyrą na młodzież lat 50. W 1991 wcielił się w postać Eddiego Rebela w teledysku do piosenki grupy Tom Petty and the Heartbreakers „Into the Great Wide Open”. Chcąc rozwijać karierę w kinie niezależnym, w latach 90. odrzucił propozycje zagrania głównych ról w komercyjnych filmach: Speed: Niebezpieczna prędkość, Wichry namiętności, Wywiad z wampirem, Thelma i Louise, Robin Hood: Książę złodziei i Speed Racer.
W 1990 rozpoczął wieloletnią współpracę z reżyserem Timem Burtonem, u którego zadebiutował tytułową rolą w kasowym Edwardzie Nożycorękim (1990). Następnie zagrał epizodyczną rolę w reżyserskim debiucie Rachel Talalay Freddy nie żyje: Koniec koszmaru (1991) oraz głównych bohaterów: Axela Blackmara w ciepło przyjętym przez europejskich widzów filmie Emila Kusturicy Arizona Dream (1992), tytułowego bohatera filmu Lasse Hallströma Co gryzie Gilberta Grape’a (1993) i Sama w filmie Jeremiaha Chechika Benny i Joon (1994). Za tytułową rolę Eda Wooda w filmie Tima Burtona z 1994, był nominowany do Złotego Globu dla najlepszego aktora pierwszoplanowego. Entuzjastyczne recenzje zagrał również za rolę Johna Arnolda De Marco w filmie Jeremy’ego Levena Don Juan DeMarco (1995) z Marlonem Brando. Wykreował także postać Williama Blake’a w westernie Jima Jarmuscha Truposz (Dead Man, 1995) oraz księgowego Gene’a Watsona (za tę rolę zainkasował 4,5 mln dol.) w chłodno przyjętym przez krytyków dreszczowcu Johna Badhama Na żywo (Nick of Time, 1995). Również w 1995 zagrał reportera śledczego, który bada w Irlandii autentyczność cudownych zdarzeń w Irlandii, w czarnej komedii Divine Rapture z Marlonem Brando, jednak film nigdy nie został dokończony z powodu problemów finansowych. Następnie wcielił się w Joego Pistone’a, tajnego agenta FBI, któremu udało się przedostać do mafijnej rodziny Bonanno, w kryminalnym dreszczowcu Mike’a Newella Donnie Brasco (1997). Poza tym w latach 90. wyreżyserował kilka teledysków muzycznych oraz filmy krótkometrażowe: Stuff (1993) i Kpiny (Banter, 1994), w którym przestrzegł przed niebezpieczeństwem zażywania narkotyków. Był reżyserem i współscenarzystą źle przyjętego przez krytyków dramatu Odważny (The Brave, 1997), w którym zagrał główną rolę – Raphaela, ofiarę zabójstwa rejestrowanego przez McCarthy’ego na filmie ostatniego tchnienia. Następnie wcielił się w pisarza i dziennikarza Huntera S. Thompsona w chłodno przyjętym przez krytyków filmie Terry’ego Gilliama Las Vegas Parano (Fear and Loathing in Las Vegas, 1998) oraz pojawił się w epizodycznej roli samego siebie w komedii Miki Kaurismäkiego Los Angeles bez mapy (L.A. Without a Map, 1998). Wystąpił także w kilku filmach dokumentalnych, m.in. w The Source, oraz podłożył głos do trzech filmów dokumentalnych z serii Top Secret wyprodukowanych dla Discovery Channel. Następnie zagrał komandora Spencera Armacosta w filmie Randa Ravicha Żona astronauty (1999) z Charlize Theron i Deana Corso, cynicznego handlarza poszukującego dwóch ocalałych egzemplarzy satanistycznej księgi „Dziewięć wrót królestwa cieni”, w kasowym thrillerze Romana Polańskiego Dziewiąte wrota (The Ninth Gate, 1999).
W kwietniu 1999 otrzymał francuską nagrodę Cezara za całokształt twórczości i wkład w rozwój kinematografii. Za rolę Ichaboda Crane’a, młodego detektywa nowojorskiej policji, który próbuje wykorzystać nowoczesne metody dochodzeniowe podczas poszukiwań seryjnego mordercy, w horrorze Tima Burtona Jeździec bez głowy (1999) uzyskał entuzjastyczne recenzje i otrzymał Blockbuster Entertainment Award dla najlepszego aktora w filmie grozy oraz nominacje do Golden Satellite Award dla najlepszego aktora w komedii lub musicalu i nagrody Academy of Science Fiction, Fantasy and Horror Films dla najlepszego aktora. W listopadzie 1999 odsłonił swoją gwiazdę w Alei Gwiazd w Los Angeles.
W 2000 zagrał drugoplanowe role: transwestytę Bon Bon i porucznika Victora w filmie biograficznym Juliana Schnabela Zanim zapadnie noc (Before Night Falls), cygańskiego stajennego Cesara w psychologicznym dramacie wojennym Sally Potter Człowiek, który płakał (The Man Who Cried) i cygańskiego wędrowca Rouxa w kasowym filmie Lasse Hallströma Czekolada (Chocolat), a także przemytnika narkotyków George’a Junga w ciepło przyjętym przez krytyków i widzów filmie biograficznym Teda Demme’a Blow. W 2001 zagrał inspektora Fredericka Abberline’a w kasowym thrillerze Alberta i Allena Hughesów Z piekła rodem (From Hell, 2001), ekranizacji powieści Alana Moore’a i Eddiego Campbella Prosto z piekła o teorii na temat tożsamości Kuby Rozpruwacza i motywów dokonanych przez niego zabójstw w Londynie w 1888. Za rolę Sandsa, skorumpowanego agenta CIA, w filmie Roberta Rodrigueza Pewnego razu w Meksyku: Desperado 2 (Once Upon the Time in Mexico, 2003) otrzymał nominację do nagrody Golden Satellite za najlepszą rolę drugoplanową w komedii lub musicalu. Za występ w roli J.M. Barriego, pisarza i autora powieści Piotruś Pan w filmie biograficznym Marka Forstera Marzyciel (Finding Neverland, 2004) był nominowany do Oscara dla najlepszego aktora pierwszoplanowego. W pierwszej dekadzie lat 2000. otrzymał także propozycję zagrania w filmach Niebezpieczny umysł, Ocean’s Eleven: Ryzykowna gra, Ghost Rider i Motyl i skafander (The Diving Bell and the Butterfly, 2007) ale oferowane mu role ostatecznie zagrali inni aktorzy.
W 2002 przyjął propozycję wcielenia się w postać Jacka Sparrowa w superprodukcji Gore’a Verbinskiego Piraci z Karaibów: Klątwa Czarnej Perły (Pirates of the Caribbean: The Curse of the Black Pearl, 2003), a występ w filmie okazał się największym sukcesem komercyjnym w karierze Deppa i zapewnił mu nagrodę aktorską Screen Actors’ Guild oraz nominację m.in. do Oscara dla najlepszego aktora pierwszoplanowego, Złotego Globu dla najlepszego aktora w musicalu lub komedii i nagrody Online Film Critics Society dla najlepszego aktora. Depp wcielił się w szalonego kapitana pirackiego okrętu również w kolejnych częściach filmowej serii: Skrzynia umarlaka (Dead Man’s Chest, 2006), Na krańca świata (At World’s End, 2007), Na nieznanych wodach (On Stranger Tides, 2011) i Zemsta Salazara (Pirates of the Caribbean: Dead Men Tell No Tales, 2017). W 2005 został umieszczony w pierwszej dziesiątce rankingu „100 najsławniejszych ludzi Ameryki” sporządzonym przez czasopismo „People”.
Zagrał ciepło przyjętą przez krytyków rolę pisarza Morta Raineya w kasowym horrorze Davida Koeppa Sekretne okno (Secret Window, 2004) zrealizowanym na podstawie opowiadania Stephena Kinga „Tajemnicze okno, tajemniczy ogród” ze zbioru Czwarta po północy. Następnie wcielił się w postać poety Johna Wilmota, hrabiego Rochester, w debiucie fabularnym Laurence’a Dunmore’a Rozpustnik (The Libertine, 2004). Zagrał epizodyczną rolę „mężczyzny marzeń” w filmie Yvana Attala I żyli długo i szczęśliwie (Ils se marièrent et eurent beaucoup d'enfants, 2005). Użyczył głosu lalce Victorowi w ciepło przyjętym przez krytyków i widzów filmie animowanego Tima Burtona Gnijąca panna młoda (2005), a w kolejnych latach zagrał pierwszoplanowe role w wielu filmach tego reżysera: Charlie i fabryka czekolady (2005), Sweeney Todd: Demoniczny golibroda z Fleet Street (2007), Alicja w Krainie Czarów (2010) i Mroczne cienie (2012). Zagrał Paula Kempa, dziennikarza czasopisma „The San Juan Star” w komediodramacie Bruce’a Robinsona Dziennik zakrapiany rumem (The Rum Diary, 2011) opartego na powieści autobiograficznej Huntera S. Thompsona Dzienniki rumowe (The Rum Diaries) z 1959.
W 2017 wziął udział w nagraniu teledysków do dwóch piosenek Marilyna Mansona: „SAY10” i „Kill4Me”.

## Wizerunek
U progu kariery aktorskiej nosił kolczyki w uszach i nastroszone włosy oraz zaczął się tatuować. Ma kilka tatuaży na ciele, m.in. imię matki wpisane w kontur serca na lewym ramieniu i głowę indiańskiego wodza na prawym bicepsie, poza tym w trakcie związku z Winoną Ryder wytatuował  sobie na prawym ramieniu napis „Winona Forever”, ale usunął go po rozstaniu z aktorką.
W 1988 został wybrany „jedną z najprzystojniejszych twarzy roku” w plebiscycie czasopisma „Rolling Stone” oraz jednym z „dziesięciu najseksowniejszych kawalerów roku” przez redakcję magazynu „US”. W 2003 i 2009 redakcja czasopisma „People” ogłosiła go najseksowniejszym mężczyzną na świecie.

## Życie prywatne
W 1983 poślubił piosenkarkę Lori Ann Allison, z którą rozwiódł się dwa lata później. Był związany z aktorkami: Sherilyn Fenn (w latach 1987–1988), Jennifer Grey (1989) i Winoną Ryder (1989–1993, byli zaręczeni), a także z modelką Kate Moss (1994–1995). W latach 1998–2012 był związany z francuską piosenkarką i aktorką Vanessą Paradis, z którą ma córkę Lily-Rose Depp (ur. 27 maja 1999) i syna Johna Christophera „Jacka” Deppa III (ur. 9 kwietnia 2002). W 2015 ożenił się z aktorką Amber Heard, jednak już rok później para się rozwiodła. Od 11 kwietnia do 1 czerwca 2022 toczyła się sprawa sądowa między byłymi małżonkami o wzajemne zniesławienie. Ława przysięgłych orzekła, że strony wzajemne się zniesławiły, przyznając Deppowi 10,35 mln dol. odszkodowania, a Heard – 2 mln dol. odszkodowania.
Kilkukrotnie miał problemy z prawem, m.in. w 1989 i 1991 został aresztowany za wszczęcie bójek ze stróżami porządku, 13 września 1994 – za zdemolowanie pokoju w hotelu „The Mark” w Nowym Jorku, a w 1999 – za grożenie paparazzi.
W latach 1993–2004 był współwłaścicielem klubu „Viper Room” na Sunset Strip w West Hollywood w Kalifornii.
Od 2015 jest ambasadorem marki Dior.
W październiku 1995 za 2,3 mln dol. kupił posiadłość przy Sunset Boulevard w Los Angeles. Pod koniec lat 90. kupił mieszkanie w Paryżu i – za 1 mln dol. – posiadłość w Saint Aygulf na Lazurowym Wybrzeżu oraz restaurację „Man Ray” przy Polach Elizejskich. Jest posiadaczem trzech wysp na Bahamach i kolekcjonerem obrazów. Jest znany z działalności charytatywnej.

## Filmy fabularne i seriale tv
| Rok  | Tytuł filmu                                       | Rola                                    | Rok       | Tytuł serialu         | Rola               |
| ---- | ------------------------------------------------- | --------------------------------------- | --------- | --------------------- | ------------------ |
| 1984 | Koszmar z ulicy Wiązów                            | Glen Lantz                              | 1985      | Lady Blue             | Lionel Viland      |
| 1985 | Wakacje w kurorcie                                | Jack Marshall                           | 1987      | Hotel                 | Rob Cameron        |
| 1986 | Slow Burn                                         | Donnie Fleischer                        | 1987–1990 | 21 Jump Street        | agent Tom Hanson   |
| 1986 | Pluton                                            | Lerner                                  | 2000      | Parada humoru         | sprzedawca         |
| 1990 | Beksa                                             | Wade „Beksa” Walker                     | 2004      | Bobby kontra wapniaki | Yogi Victor (głos) |
| 1990 | Edward Nożycoręki                                 | Edward Nożycoręki                       |           |                       |                    |
| 1991 | Freddy nie żyje: Koniec koszmaru                  | Facet w telewizji                       |           |                       |                    |
| 1992 | Arizona Dream                                     | Axel Blackmar                           |           |                       |                    |
| 1993 | Benny i Joon                                      | Sam                                     |           |                       |                    |
| 1993 | Co gryzie Gilberta Grape’a                        | Gilbert Grape                           |           |                       |                    |
| 1994 | Ed Wood                                           | Ed Wood                                 |           |                       |                    |
| 1995 | Don Juan DeMarco                                  | Don Juan                                |           |                       |                    |
| 1995 | Truposz                                           | William Blake                           |           |                       |                    |
| 1995 | Na żywo                                           | Gene Watson                             |           |                       |                    |
| 1996 | Cannes Man                                        | on sam                                  |           |                       |                    |
| 1997 | Donnie Brasco                                     | Donnie Brasco / Joseph D. ‘Joe’ Pistone |           |                       |                    |
| 1997 | Odważny                                           | Raphael                                 |           |                       |                    |
| 1998 | Las Vegas Parano                                  | Raoul Duke                              |           |                       |                    |
| 1998 | Los Angeles bez mapy                              | on sam i William Blake                  |           |                       |                    |
| 1998 | Dziewiąte wrota                                   | Dean Corso                              |           |                       |                    |
| 1999 | Żona astronauty                                   | Komandor Spencer Armacost               |           |                       |                    |
| 1999 | Jeździec bez głowy                                | Ichabod Crane                           |           |                       |                    |
| 2000 | Człowiek, który płakał                            | Cesar                                   |           |                       |                    |
| 2000 | Zanim zapadnie noc                                | Bon Bon / Porucznik Victor              |           |                       |                    |
| 2000 | Czekolada                                         | Roux                                    |           |                       |                    |
| 2001 | Blow                                              | George Jung                             |           |                       |                    |
| 2001 | Z piekła rodem                                    | Inspektor Frederick Abberline           |           |                       |                    |
| 2003 | Piraci z Karaibów: Klątwa Czarnej Perły           | Jack Sparrow                            |           |                       |                    |
| 2003 | Pewnego razu w Meksyku: Desperado 2               | Sands                                   |           |                       |                    |
| 2004 | I żyli długo i szczęśliwie                        | nieznajomy                              |           |                       |                    |
| 2004 | Sekretne okno                                     | Mort Rainey                             |           |                       |                    |
| 2004 | Marzyciel                                         | sir James Matthew Barrie                |           |                       |                    |
| 2004 | Rozpustnik                                        | Rochester                               |           |                       |                    |
| 2005 | Charlie i fabryka czekolady                       | Willy Wonka                             |           |                       |                    |
| 2005 | Gnijąca panna młoda                               | Victor Van Dort (głos)                  |           |                       |                    |
| 2006 | Piraci z Karaibów: Skrzynia umarlaka              | Jack Sparrow                            |           |                       |                    |
| 2007 | Piraci z Karaibów: Na krańcu świata               | Jack Sparrow                            |           |                       |                    |
| 2007 | Sweeney Todd: Demoniczny golibroda z Fleet Street | Sweeney Todd                            |           |                       |                    |
| 2009 | Parnassus: Człowiek, który oszukał diabła         | Tony (pierwsza transformacja)           |           |                       |                    |
| 2009 | Wrogowie publiczni                                | John Dillinger                          |           |                       |                    |
| 2010 | Alicja w Krainie Czarów                           | Szalony Kapelusznik                     |           |                       |                    |
| 2010 | Turysta                                           | Frank Tupello / Alexander Pearce        |           |                       |                    |
| 2011 | Rango                                             | Rango (głos)                            |           |                       |                    |
| 2011 | Piraci z Karaibów: Na nieznanych wodach           | Jack Sparrow                            |           |                       |                    |
| 2011 | Dziennik zakrapiany rumem                         | Paul Kemp                               |           |                       |                    |
| 2011 | Jack i Jill                                       | on sam                                  |           |                       |                    |
| 2012 | 21 Jump Street                                    | Tom Hanson                              |           |                       |                    |
| 2012 | Mroczne cienie                                    | Barnabas Collins                        |           |                       |                    |
| 2013 | Jeździec znikąd                                   | Tonto                                   |           |                       |                    |
| 2014 | Transcendencja                                    | Will Caster                             |           |                       |                    |
| 2014 | Kieł                                              | Guy Lapointe                            |           |                       |                    |
| 2014 | Tajemnice lasu                                    | Zły Wilk                                |           |                       |                    |
| 2015 | Bezwstydny Mortdecai                              | Mortdecai                               |           |                       |                    |
| 2015 | Pakt z diabłem                                    | James „Whitey” Bulger                   |           |                       |                    |
| 2016 | Alicja po drugiej stronie lustra                  | Szalony Kapelusznik                     |           |                       |                    |
| 2016 | Fantastyczne zwierzęta i jak je znaleźć           | Gellert Grindelwald                     |           |                       |                    |
| 2016 | Donald Trump’s The Art of the Deal: The Movie     | Donald Trump                            |           |                       |                    |
| 2017 | Piraci z Karaibów: Zemsta Salazara                | Jack Sparrow                            |           |                       |                    |
| 2017 | Morderstwo w Orient Expressie                     | Edward Ratchett                         |           |                       |                    |
| 2018 | Richard mówi do widzenia                          | Richard                                 |           |                       |                    |
| 2018 | Fantastyczne zwierzęta: Zbrodnie Grindelwalda     | Gellert Grindelwald                     |           |                       |                    |
| 2018 | Miasto kłamstw                                    | Russell Poole                           |           |                       |                    |
| 2019 | Czekając na barbarzyńców                          | płk. Joll                               |           |                       |                    |
| 2020 | Minamata                                          | W. Eugene Smith                         |           |                       |                    |
| 2023 | Kochanica króla Jeanne du Barry                   | Ludwik XV                               |           |                       |                    |

## Reżyser
- 1992: Stuff
- 1997: Odważny

## Scenarzysta
- 1997: Odważny

## Producent
- 2011: Hugo i jego wynalazek (Hugo)
- 2011: The Rum Diary
- 2012: Mroczne Cienie

## Nagrody i nominacje
| Rok  | Nagroda                                              | Kategoria                                     | Rola                                       | Film/Serial                                       | Rezultat  | Źródło |
| ---- | ---------------------------------------------------- | --------------------------------------------- | ------------------------------------------ | ------------------------------------------------- | --------- | ------ |
| 1990 | Złoty Glob                                           | najlepszy aktor w musicalu lub komedii        | Edward Nożycoręki                          | Edward Nożycoręki                                 | Nominacja | [ 80 ] |
| 1993 | Złoty Glob                                           | najlepszy aktor w musicalu lub komedii        | Sam                                        | Benny i Joon                                      | Nominacja | [ 81 ] |
| 1999 | Cezar                                                | Nagroda honorowa za całokształt twórczości    | Nagroda honorowa za całokształt twórczości | Nagroda honorowa za całokształt twórczości        | Wygrana   | [ 82 ] |
| 2004 | People’s Choice Awards                               | ulubiony aktor                                | Jack Sparrow                               | Piraci z Karaibów: Klątwa Czarnej Perły           | Nominacja | [ 83 ] |
| 2004 | Złoty Glob                                           | najlepszy aktor w musicalu lub komedii        | Jack Sparrow                               | Piraci z Karaibów: Klątwa Czarnej Perły           | Nominacja | [ 83 ] |
| 2004 | BAFTA                                                | najlepszy aktor pierwszoplanowy               | Jack Sparrow                               | Piraci z Karaibów: Klątwa Czarnej Perły           | Nominacja | [ 83 ] |
| 2004 | Oscar                                                | najlepszy aktor pierwszoplanowy               | Jack Sparrow                               | Piraci z Karaibów: Klątwa Czarnej Perły           | Nominacja | [ 83 ] |
| 2004 | Nagroda Gildii Aktorów Filmowych                     | najlepsza pierwszoplanowa rola męska          | Jack Sparrow                               | Piraci z Karaibów: Klątwa Czarnej Perły           | Wygrana   | [ 83 ] |
| 2004 | Critics’ Choice Awards                               | ulubiony aktor                                | James Barrie                               | Marzyciel                                         | Nominacja | [ 84 ] |
| 2005 | People’s Choice Awards                               | ulubiony aktor                                | James Barrie                               | Marzyciel                                         | Wygrana   | [ 84 ] |
| 2005 | Złotego Globu                                        | najlepszy aktor w dramacie                    | James Barrie                               | Marzyciel                                         | Nominacja | [ 84 ] |
| 2005 | Nagroda Gildii Aktorów Filmowych                     | najlepszy aktor pierwszoplanowy               | James Barrie                               | Marzyciel                                         | Nominacja | [ 84 ] |
| 2005 | Oscar                                                | najlepszy aktor pierwszoplanowy               | James Barrie                               | Marzyciel                                         | Nominacja | [ 84 ] |
| 2007 | Złoty Glob                                           | aktor w musicalu lub komedii                  | Sweeney Todd                               | Sweeney Todd: Demoniczny golibroda z Fleet Street | Wygrana   | [ 85 ] |
| 2008 | Oscar                                                | najlepszy aktor pierwszoplanowy               | Sweeney Todd                               | Sweeney Todd: Demoniczny golibroda z Fleet Street | Nominacja | [ 85 ] |
| 2008 | MTV Movie Awards                                     | najlepszy czarny charakter                    | Sweeney Todd                               | Sweeney Todd: Demoniczny golibroda z Fleet Street | Wygrana   | [ 85 ] |
| 2008 | MTV Movie Awards                                     | najlepsza rola komediowa                      | Jack Sparrow                               | Piraci z Karaibów: Na krańcu świata               | Wygrana   | [ 86 ] |
| 2011 | Nickelodeon Kids’ Choice Awards                      | najlepszy aktor                               | Szalony Kapelusznik                        | Alicja w Krainie Czarów                           | Wygrana   | [ 87 ] |
| 2011 | Złoty Glob                                           | najlepszy aktor w komedii lub musicalu        | Szalony Kapelusznik                        | Alicja w Krainie Czarów                           | Nominacja | [ 87 ] |
| 2012 | Międzynarodowa Nagroda AACTA                         | najlepszy film zagraniczny                    | najlepszy film zagraniczny                 | Hugo i jego wynalazek                             | Nominacja | [ 88 ] |
| 2015 | Washington D.C. Area Film Critics Association Awards | najlepszy aktor                               | James „Whitey” Bulger                      | Pakt z diabłem                                    | Nominacja | [ 89 ] |
| 2015 | Critics’ Choice Awards                               | najlepszy aktor                               | James „Whitey” Bulger                      | Pakt z diabłem                                    | Nominacja | [ 89 ] |
| 2015 | Nagroda Gildii Aktorów Filmowych                     | wybitny występ aktora w roli pierwszoplanowej | James „Whitey” Bulger                      | Pakt z diabłem                                    | Nominacja | [ 89 ] |
| 2019 | Teen Choice Awards                                   | ulubiony czarny charakter                     | Gellert Grindelwald                        | Fantastyczne zwierzęta: Zbrodnie Grindelwalda     | Nominacja | [ 90 ] |

### Złote Maliny
| Rok  | Nominacja    | Kategoria | Film                                           | Źródło |
| ---- | ------------ | --- | ---------------------------------------------- | ------ |
| 2014 | Złota Malina | Najgorszy aktor | Jeździec znikąd                                | [ 91 ] |
| 2016 | Złota Malina | Najgorszy aktor Najgorsze ekranowe dopasowanie i jego doklejane wąsy                                                  | Bezwstydny Mortdecai                           | [ 92 ] |
| 2017 | Złota Malina | Najgorszy aktor drugoplanowy Najgorsze ekranowe dopasowanie (Szalony Kapelusznik i jego obrzydliwie jaskrawy kostium) | Alicja po drugiej stronie lustra               | [ 93 ] |
| 2018 | Złota Malina | Najgorszy aktor Najgorszy ekranowy duet – Johnny Depp i jego zgrana pijacka maniera                                   | Piraci z Karaibów: Zemsta Salazara             | [ 94 ] |
| 2019 | Złota Malina | Najgorszy aktor Najgorsze ekranowe dopasowanie i jego szybko ulatniająca się kariera                                  | Gnomeo i Julia. Tajemnica zaginionych krasnali | [ 95 ] |